# 10446 Siegbahn
A 10446 Siegbahn (ideiglenes jelöléssel 3006 T-3) a Naprendszer kisbolygóövében található aszteroida. Cornelis Johannes van Houten,  Ingrid van Houten-Groeneveld és Tom Gehrels fedezte fel 1977. október 16-án.